# Рене Французская
Рене (Рената) Французская (фр. Renée de France; 25 октября 1510, Блуа — 12 июня 1575, Монтаржи) — герцогиня Шартрская и Монтаржи, в замужестве герцогиня Феррары. Младшая дочь короля Людовика XII и последней представительницы могущественных герцогов Бретани Анны Бретонской. Свояченица Франциска I, тётка Генриха II и двоюродная бабушка Франциска II, Карла IX и Генриха III.
Протестантская принцесса, она провела полжизни в Италии со своим мужем Эрколе II д’Эсте. После тридцати двух лет, проведённых в Италии, она поселилась во Франции в Монтаржи. Во время религиозных войн она давала приют протестантским беженцам и принимала проповедников из Женевы.

## Биография
Рене рано осталась сиротой. Она потеряла мать в четыре года, отца — в пять, сестру — в четырнадцать. Мать поручила Рене заботам Мишель де Собон, но королевский двор не принял эту даму, которая была чересчур предана интересам своей подопечной и склонялась к идеям Реформации.
Подобно сестре и матери, Рене не отличалась красотой и была плохо сложена, но зато она была умна, хорошо воспитана и образована. К ней сватался испанский король Карлос I, курфюрст бранденбургский Иоахим II Гектор, король португальский Жуан III и герцог Карл III де Бурбон. Но Франциск I боялся отдать ее замуж за сильного правителя, так как он мог бы предъявить права на герцогство Бретань, которое по закону принадлежало Рене, и предпочел менее влиятельного и менее опасного жениха.
28 мая 1528 года в Париже она вышла замуж за Эрколе II д’Эсте (1508—1559), герцога Феррары, Модены и Реджжио, принеся ему в приданом герцогство Шартрское, графство Жизор и домен Монтаржи. В общей сложности на тот момент данные земли приносили доход в 12 500 экю, или же 25 000 турских ливров ренты. Для принцессы крови это было очень скромное приданое. По справедливости, она должна была унаследовать полностью или частично герцогство Бретань, к тому же с 1530 года корона начала задерживать выплату ренты.

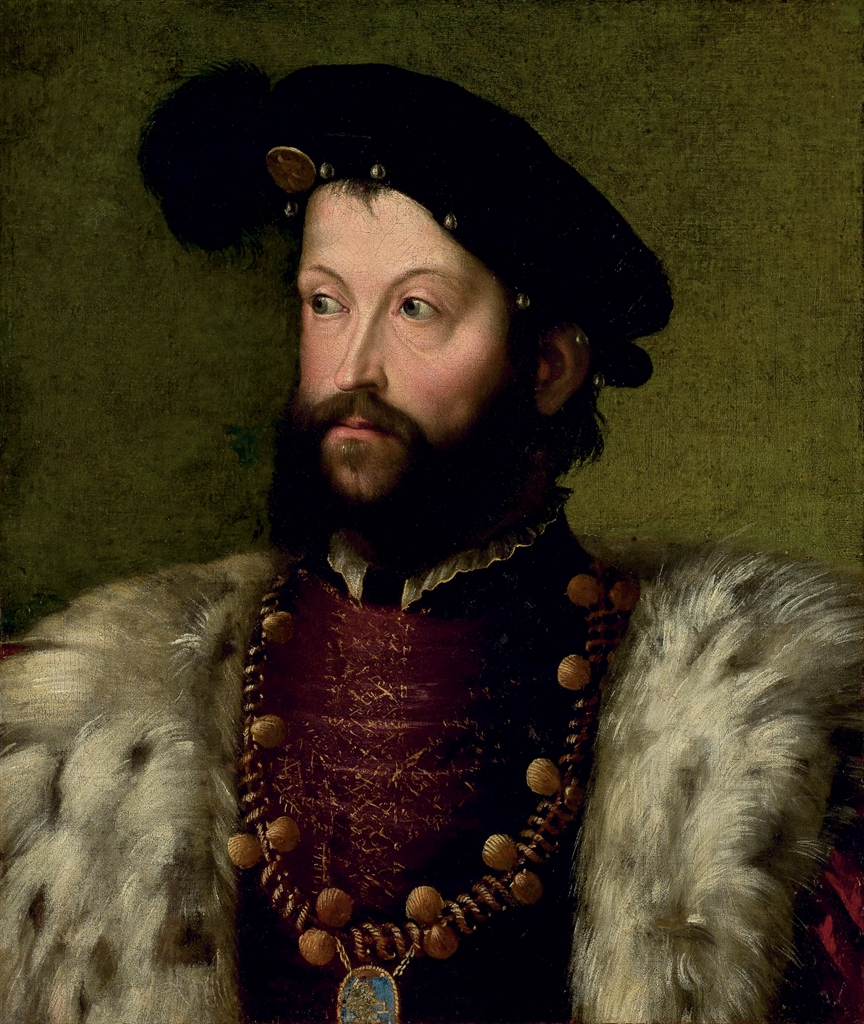
Герцог Эрколе II д’Эсте

Герцог Феррары не был влюблен в жену, которая славилась умом, но была невзрачной внешности (примечательны были лишь длинные белокурые волосы). Эрколе писал своему отцу: «Рене не красива, но это вознаграждается её другими качествами». Первые годы супруги жили очень дружно и были, по-видимому, искренно привязаны друг к другу, а когда между ними начались недоразумения, то они носили финансовый характер. Герцогу не нравились чрезмерные расходы жены на переполняющих её двор французов, тем более из Франции она получала очень неаккуратно обещанное ей содержание. Он всячески старался удалить от двора мадам де Собонн, которая последовала за Рене в Феррару, что ему и удалось, несмотря на просьбы жены. Начались бесконечным неприятности, супруги то ссорились, то мирились.
После рождения последнего ребенка Рене окончательно отвернулась от мужа. Герцог начал вести веселую жизнь и имел не одну любовную интригу, она же привязалась к молодому Антуану де Понсу (зятю мадам де Собонн), который сделался её «cavaliere servente». Насколько искренна была эта привязанность, можно судить по письмам Рене к Франциску I, а также по её письмам к самому де-Понсу, которые перехватил её муж. Несмотря на компрометирующий характер этой переписки, герцог не сделал никакого скандала и только удалил де-Понса на полтора года из Феррары, а когда он, наконец, вернулся, то запер жену в уединенном замке Канвандало на берегу По. Этот шаг был очень неудачный со стороны герцога: Рене предалась всецело в руки Жана Кальвина, который уговаривал ее не ходить более в католическую церковь и не исповедоваться. Она послушалась его совета и сделалась реформаткой. У супругов родились дети:
- Анна д’Эсте (1531—1607), графиня Монтаржи замужем с 1548 года за Франсуа Лотарингским, герцогом Гизом (1519—1563), а с 1566 года — за Жаком Савойским, герцогом де Немуром (1531—1585)
- Альфонсо II д’Эсте (1533—1597), герцог Феррары, Модены и Реджжио
- Лукреция д’Эсте (1535—1598), вышла замуж в 1570 году за Франческо Мария II делла Ровере, герцога Урбинского (1549—1631)
- Элеонора д’Эсте (1537—1581)
- Луиджи д’Эсте (1538—1586)

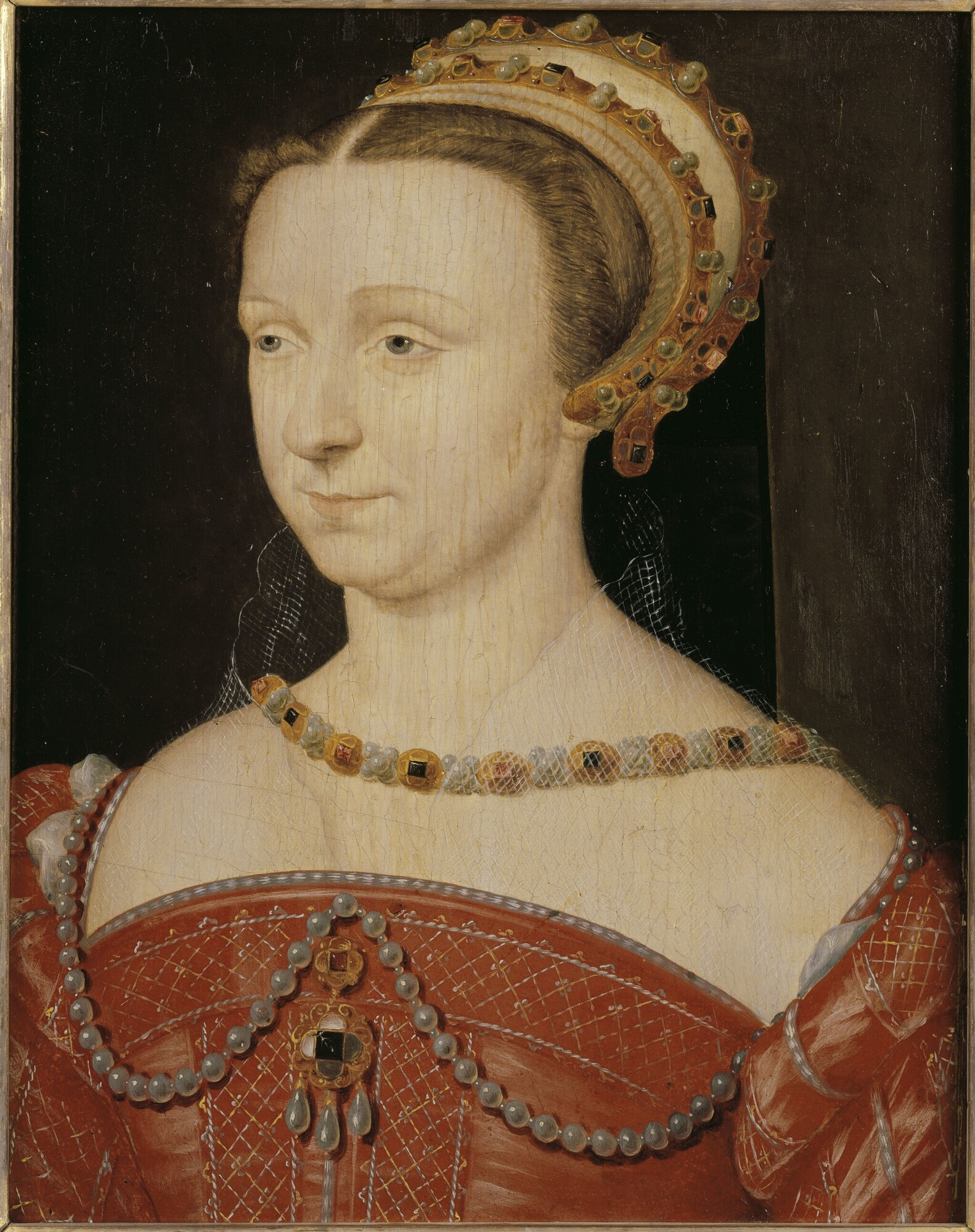
Анна
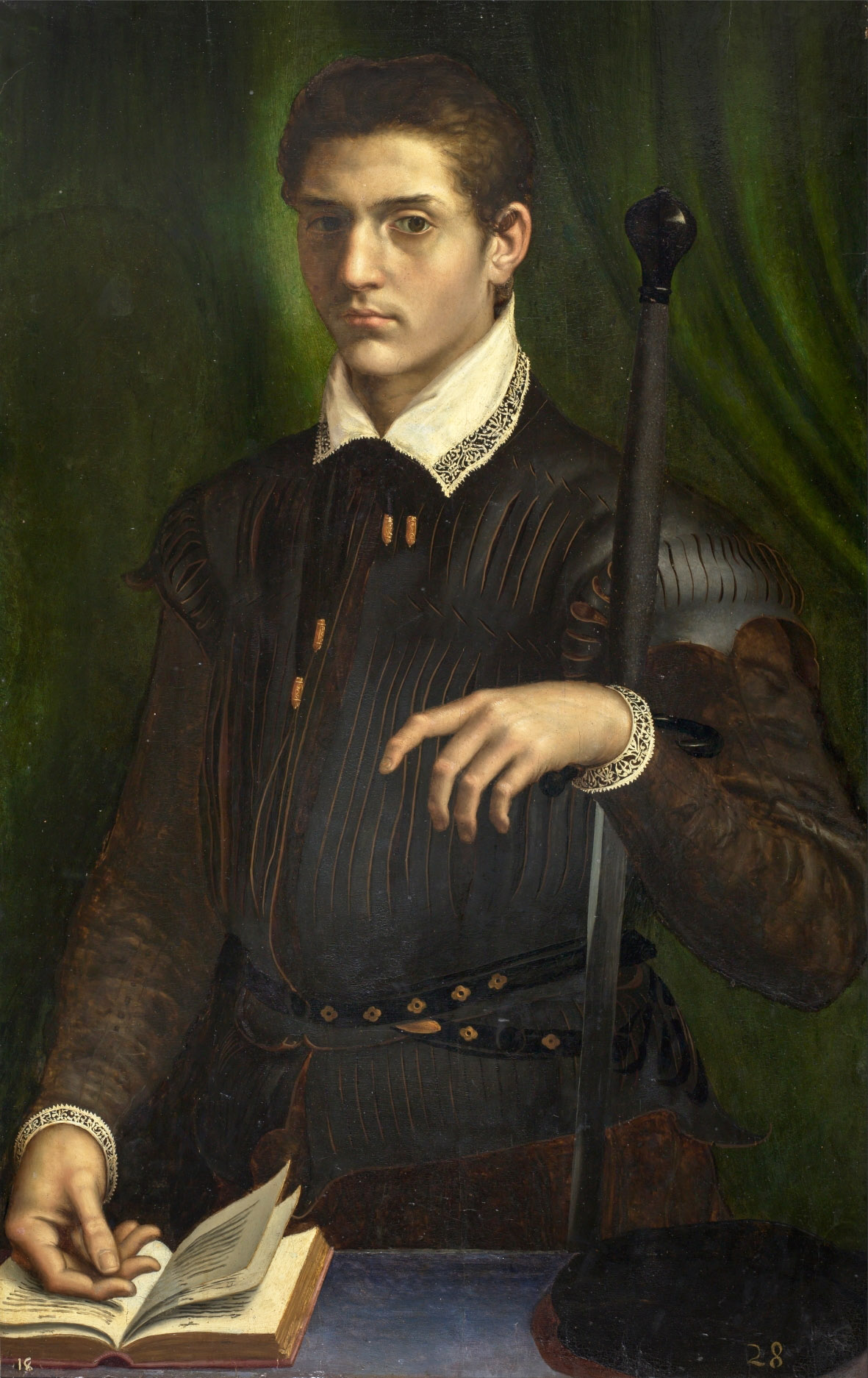
Альфонсо
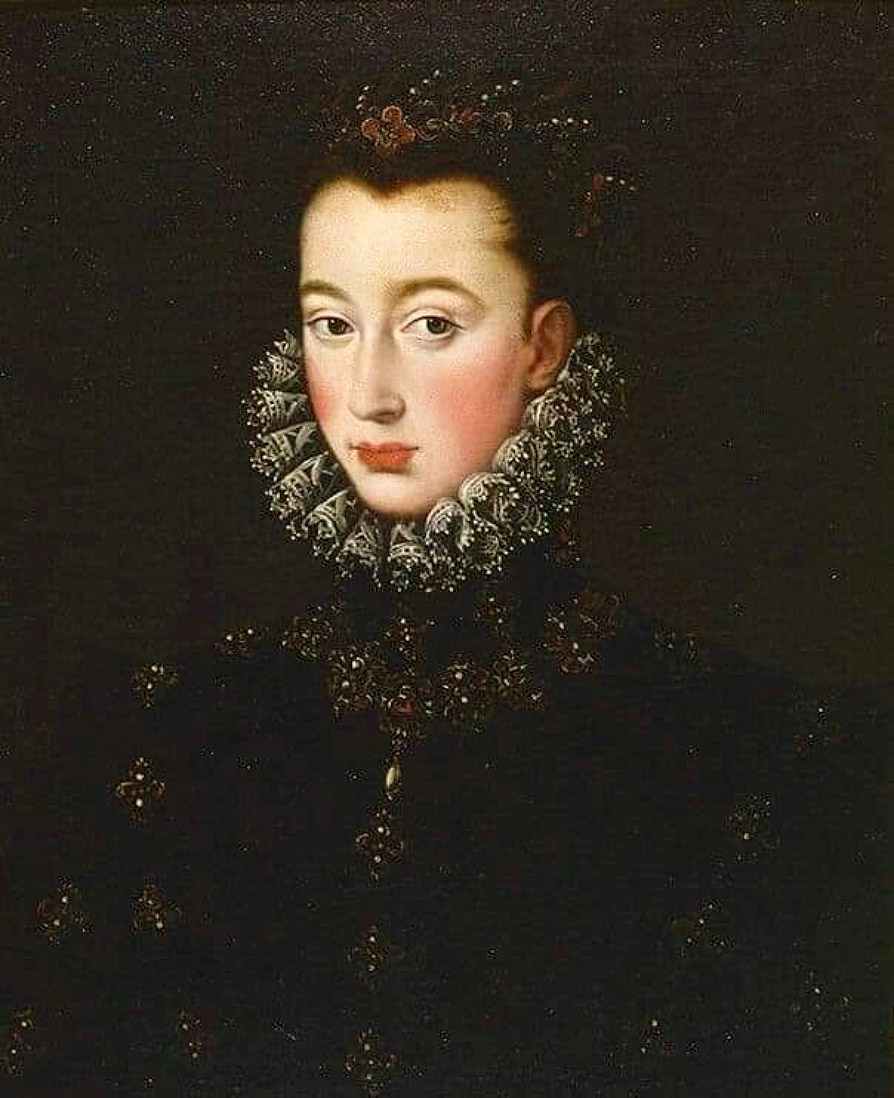
Лукреция
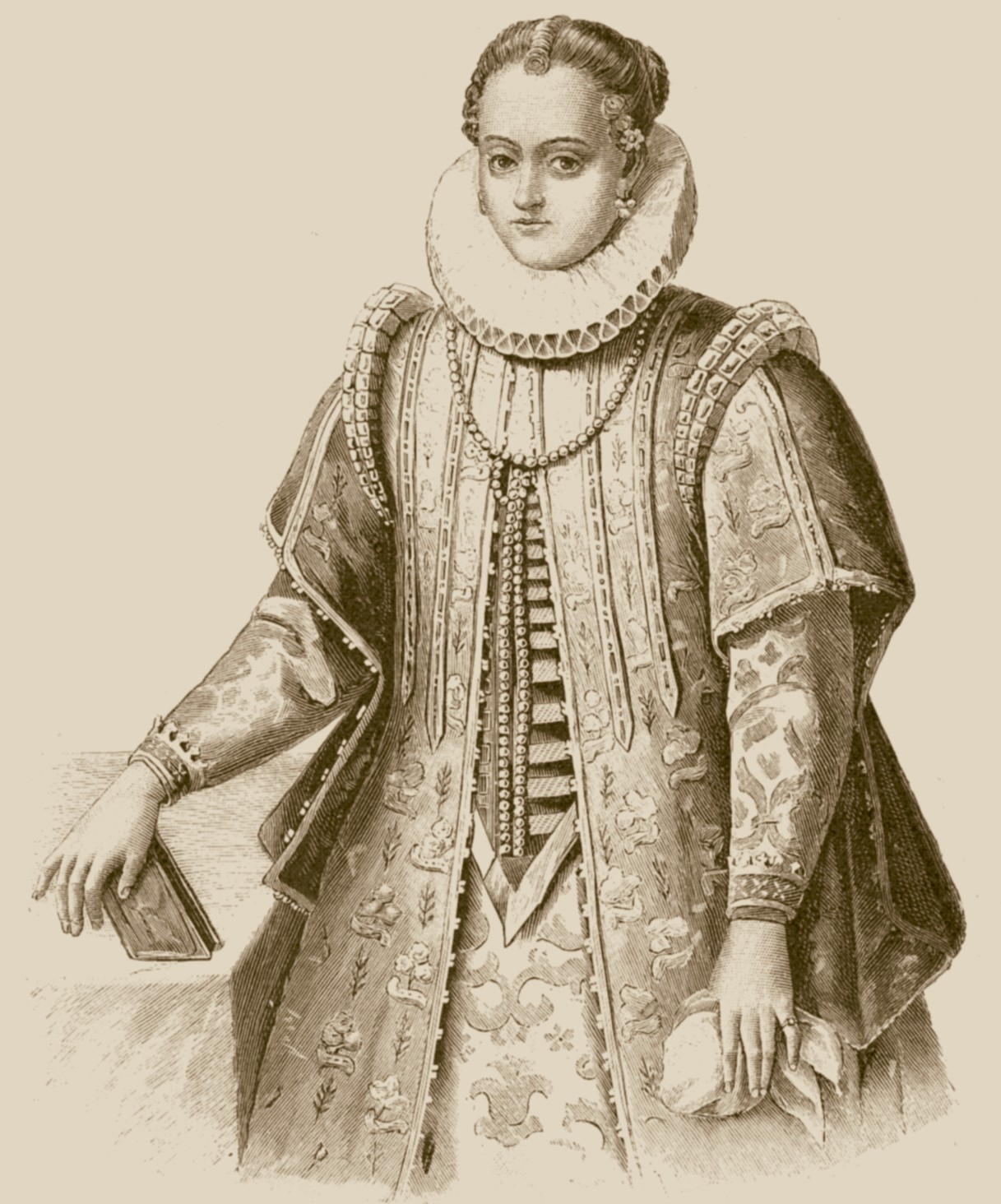
Элеонора
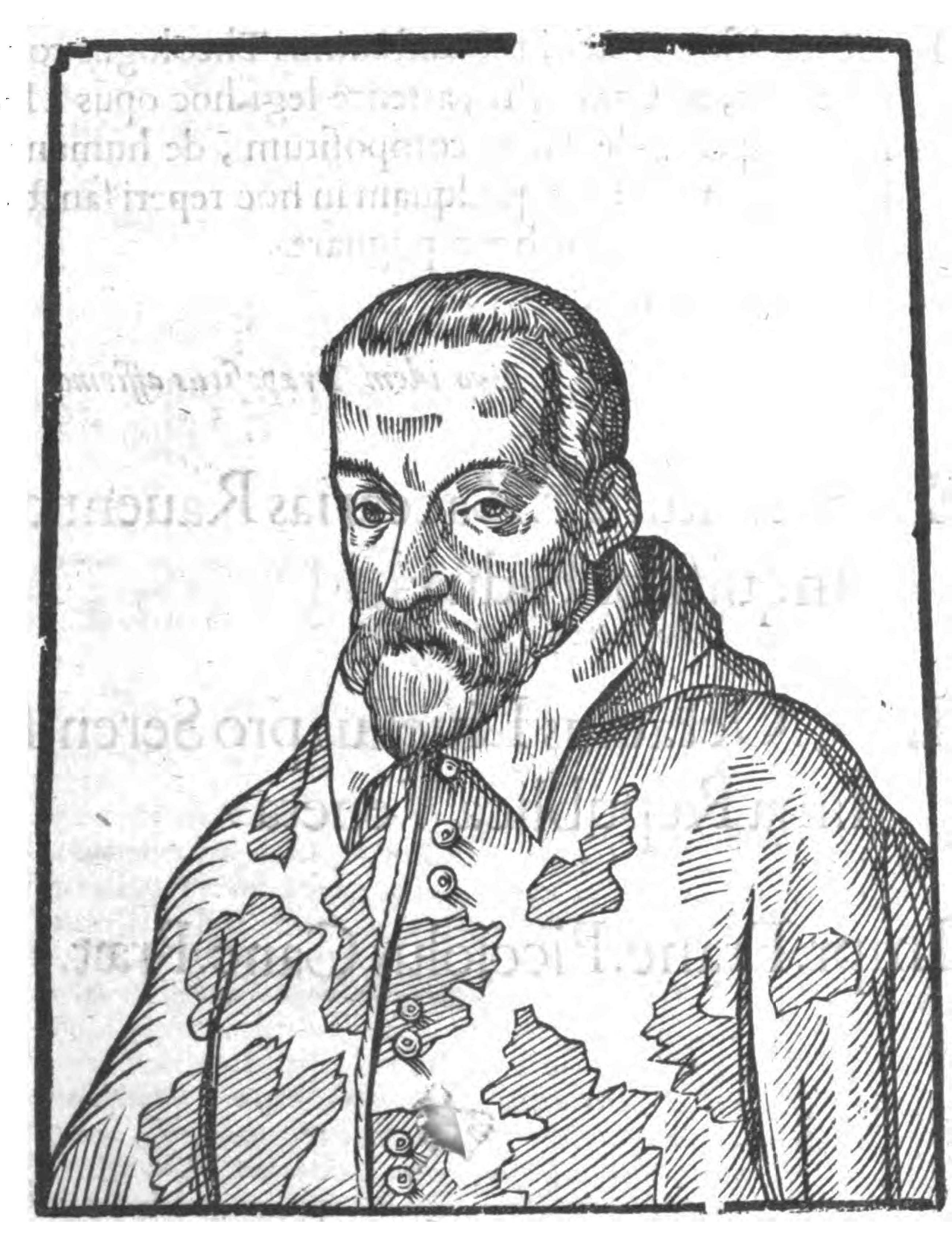
Луиджи

## Жизнь в Италии

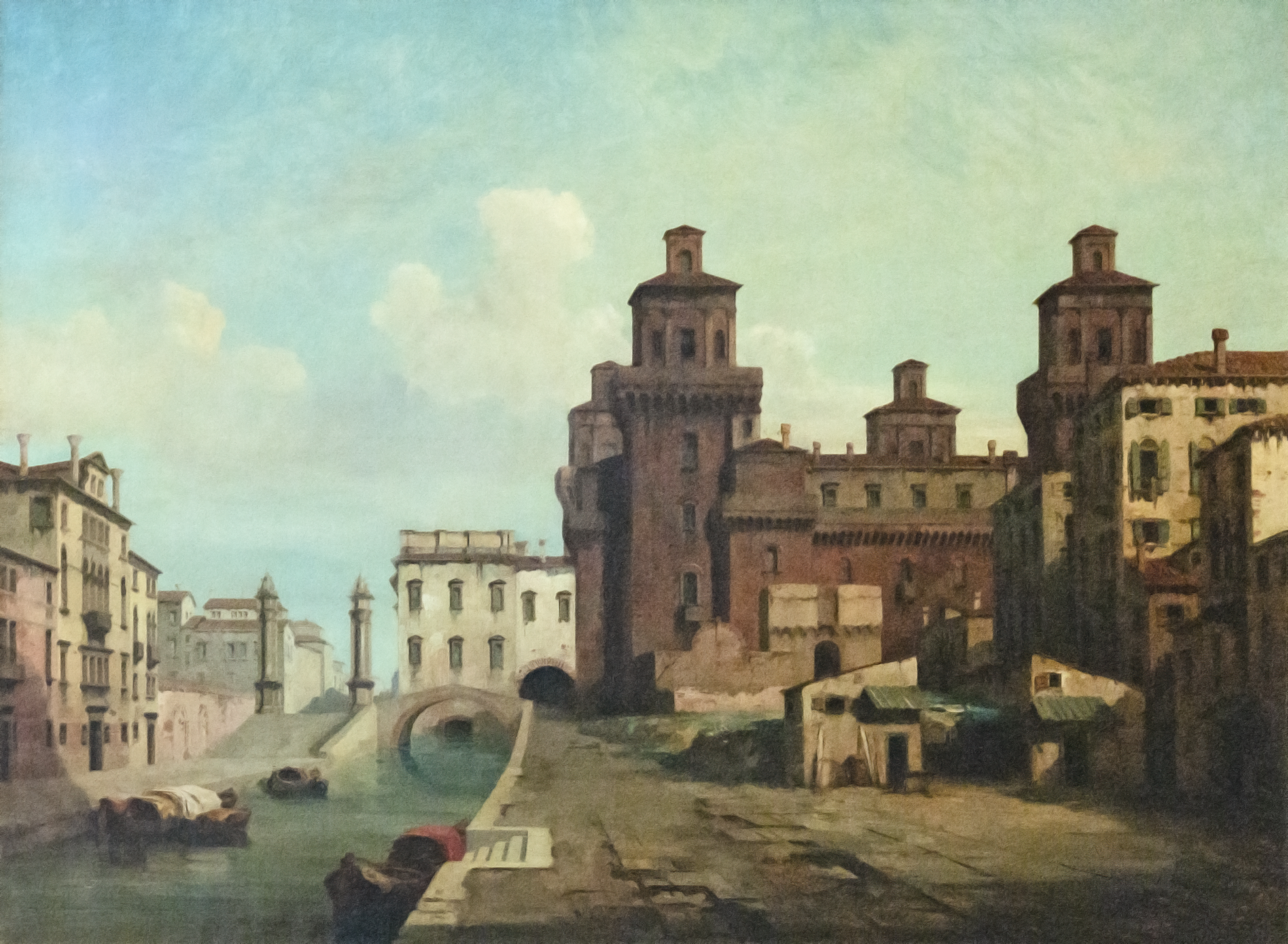
Кастелло Эстенсе основная резиденция правителей дома Эсте

Первое время, не зная итальянского языка, Рене чувствовала себя в Ферраре очень изолированной и старалась окружить себя своими соотечественниками. С самого начала она взяла на себя роль защитницы французских интересов в Италии и собрала вокруг себя целую плеяду образованных людей, особенно протестантов из Италии, Франции, Германии и Женевы, которым она оказывала покровительство и защиту.
Её дворец был первым салоном Италии. Некоторое время у неё служили секретарями Лион Жаме и Клеман Маро. С 1537 года она переписывалась с Жаном Кальвином, который подписывался как «Шарль д’Эспервиль». Рене Французская давала приют тем, кто был изгнан из дома религиозными притеснениями. Она стала близким другом Виттории Колонна, которая однажды прислала к ней фра Бернардино Окино проповедовать в феррарском соборе. После его бегства от инквизиции Рене сохранила с ним связи.
С другой стороны, Рене оказывала своей новой родине и дипломатические услуги. Так отец ее мужа, герцог Альфонсо I д’Эсте, отправил ее во главе посольства в Венецию для заключения союза с могущественной республикой, и хотя это не удалось, принимали её в Венеции самым великолепным образом. Вскоре после этого умерли почти одновременно папа Климент VII и герцог Альфонсо; последнему наследовал муж Рене, а первому друг семьи Эсте, Павел III. Одним из первых дел нового герцога было удаления от двора жены людей, на которых итальянцы и римские прелаты смотрели с ужасом, как на еретиков. Конечно, Рене энергично заступалась за них и помогла бежать от инквизиции большинству своим друзей, в том числе Маро. Герцог не хотел уступить жене и принял сторону местной церкви. Между супругами загорелась настоящая война, но благодаря французскому королю и папе, восторжествовала упрямая Рене.
Пока папой был Павел III, давшей Рене буллу, а королем Франции — Франциск I, она находилась под их покровительством и никто её не трогал. Но когда папой стал Юлий III, самый ярый защитник католицизма, а французским королем — Генрих II, все изменилось. По соглашению с папой и герцогом Эрколе, в 1554 году Генрих II послал в Феррару великого инквизитора и фанатичного монаха Матье Ори, с поручением возвратить Рене в «паству Иисуса Христа». Её допрашивали (иезуит Жан Пеллетье и местный инквизитор Джироламо Папино) и предали формальному инквизиционному суду, который признал ее виновной в лютеранской ереси и приговорил к пожизненному заключению, а также конфискации всего её имущества. 6 сентября Рене перевезли из дворца в темницу, но 15 сентября её вернули во дворец и инквизиция Ори покинула Феррару.
Говорили, что она покаялась и согласилась ходить к мессе, исповедоваться и причащаться, формально порывая с протестантизмом. Однако, выйдя на свободу, она продолжила свою деятельность, не слишком её афишируя, к неудовольствию Кальвина, который хотел бы видеть в её лице мученицу за веру. Внешнее перемирие с мужем и с католической церковью было заключено, хотя новый папа Павел IV знал очень хорошо ее настроение. По смерти мужа и вступлении на престол сына Альфонса, Рене покинула Феррару и вернулась после долгого отсутствия во Францию.

## Жизнь во Франции

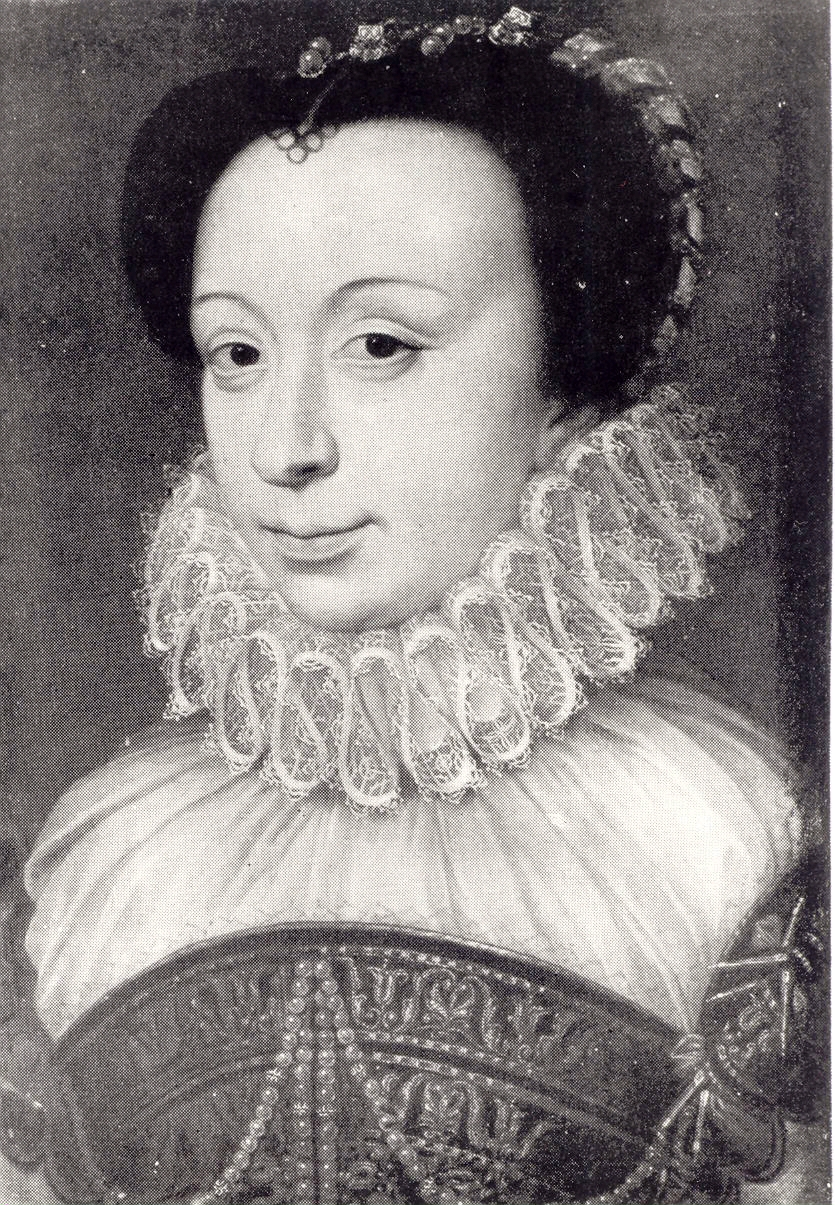
Портрет дамы кисти Ф. Клуэ, возможно Рене Французская (1575)

После смерти своего супруга (3 октября 1559 года) Рене вернулась во Францию и поселилась в Монтаржи в сентябре 1560 года. Там она давала приют гугенотам, несмотря на угрозы своего зятя герцога Гиза и Короны. Теодор Агриппа д’Обинье упоминает о её гостеприимном замке, где он сам нашёл в своё время приют вместе со своим воспитателем.
В качестве компенсации за права Рене на герцогство Бретань Карл IX возвел сеньорию Монтаржи в ранг герцогства жалованной грамотой, данной в Вилле-Котре 24 декабря 1570, но не зарегистрированной парламентом.
Во время первых трёх религиозных войн она сумела сохранить Монтаржи благодаря искусным переговорам с обеими армиями и в частности с герцогом Анжуйским (будущим королём Генрихом III). Она сумела внушить воюющим сторонам, что этот городок должен оставаться вне конфликта. Дружеские отношения с соседями — семейством Колиньи, а также родство с королевской семьёй позволили ей добиться весомого авторитета.
Рене присутствовала на свадьбе Генриха IV и Маргариты Валуа. Едва ли ей удалось бы пережить Варфоломеевскую ночь, если бы не охрана, приставленная к её резиденции её зятем, герцогом де Немур. Убитая горем герцогиня покинула Париж под охраной людей короля и Гизов. Она прожила ещё три года, не ведя прежней активной переписки, а молча выполняя то, что считала своим долгом — защищать и поддерживать своих единоверцев, которых, по свидетельству Брантома, набиралось иногда до нескольких сотен.
Под конец жизни одной из её главных забот является передача в наследство герцогства Феррарского. Она пытается убедить своего младшего сына Луиджи, кардинала д’Эсте покинуть церковь, чтобы стать герцогом после смерти его старшего брата Альфонсо, который умер бездетным, но безуспешно. Умерла Рене 12 июня 1575 года и согласно её воле была похоронена в замке Монтаржи.